# Liparis tunicatus
Liparis tunicatus és una espècie de peix pertanyent a la família dels lipàrids.

## Descripció
- Fa 16 cm de llargària màxima.[3][4]

## Alimentació
Menja crustacis (sobretot, amfípodes).

## Hàbitat
És un peix marí, demersal i de clima polar (84°N-51°N) que viu entre 0-620 m de fondària (normalment, entre 0-100).

## Distribució geogràfica
Es troba des de l'estret de Bering fins a la península de Labrador (el Canadà), incloent-hi l'estuari del riu Sant Llorenç.

## Observacions
És inofensiu per als humans.